# Мала Білина
Мала́ Білина — село в Україні, у Самбірському районі Львівської області. Населення становить 424 особи. Орган місцевого самоврядування - Новокалинівська міська рада.

## Назва
Спочатку село мало назву Білівка. За народними переказами, його назвали саме так, тому що води Дністра та Бистриці під час весняного розливу «біліли» під сонячними променями.

## Історія
Вперше згадується у писемних джерелах в 1442 році.
Рішенням Ген. Радом. сейму від 22 травня 1505  року підтверджено розпорядження польського короля Олександра щодо дарування території на захід від Великої Білини у Самбірському окрузі Перемишльської землі постільничому Федькові Білю та його нащадкам.
Відомо, що у 1508 році в селі вже існувала парафіяльна церква.
Згідно з ревізією 1692 року селом володів 1 шляхтич. Тоді у Малій Білині було 27 кметів. Кількість осілих дворів була 28.
Після 1–го поділу Польщі 1772 року село Мала Білина відійшла до Австрійської імперії (від 1867 року — Австро-Угорщина). 1918–1919 рр. — під владою ЗУНР, 1919–1939 рр. — Другої польської республіки. Від 1939 року — у складі УРСР. Від червня 1941 року до кінця липня 1944 року — під німецько–фашистською окупацією.
До середини 1950–х років у селі та його околицях вели боротьбу загони ОУН–УПА.

## ЦеркваПресвятої ТройціПЦУ(1671)
Дерев'яна церква латинізованого типу розташована на початку села, недалеко від нового мурованого храму.
Теперішня тризрубна безверха будівля, увінчана над навою ліхтарем з маківкою на двосхилому спільному даху збудована у 1671 (1672) році. Ерекційний акт парафії походить з 1672 року. У 1930–х рр. гонтове покриття дахів замінили цинкованою бляхою.
В інтер'єрі внутрішній простір розкрито глибинно, утворюючи вільний анфіладний перехід від одного зрубу до іншого. Бабинець перекритий плоскою стелею, центральний і східний зруби — зрубними склепіннями коробового обриси. Хори влаштовані уздовж стін бабинця і виходять на західну стіну основного зрубу у вигляді вузьких балконів.
Зачинена з 1962 по 1989 роки, при радянській владі. Належала громаді УАПЦ, після об'єднавчого собору (2018 р.) — ПЦУ.

Церква є пам'яткою архітектури національного значення.

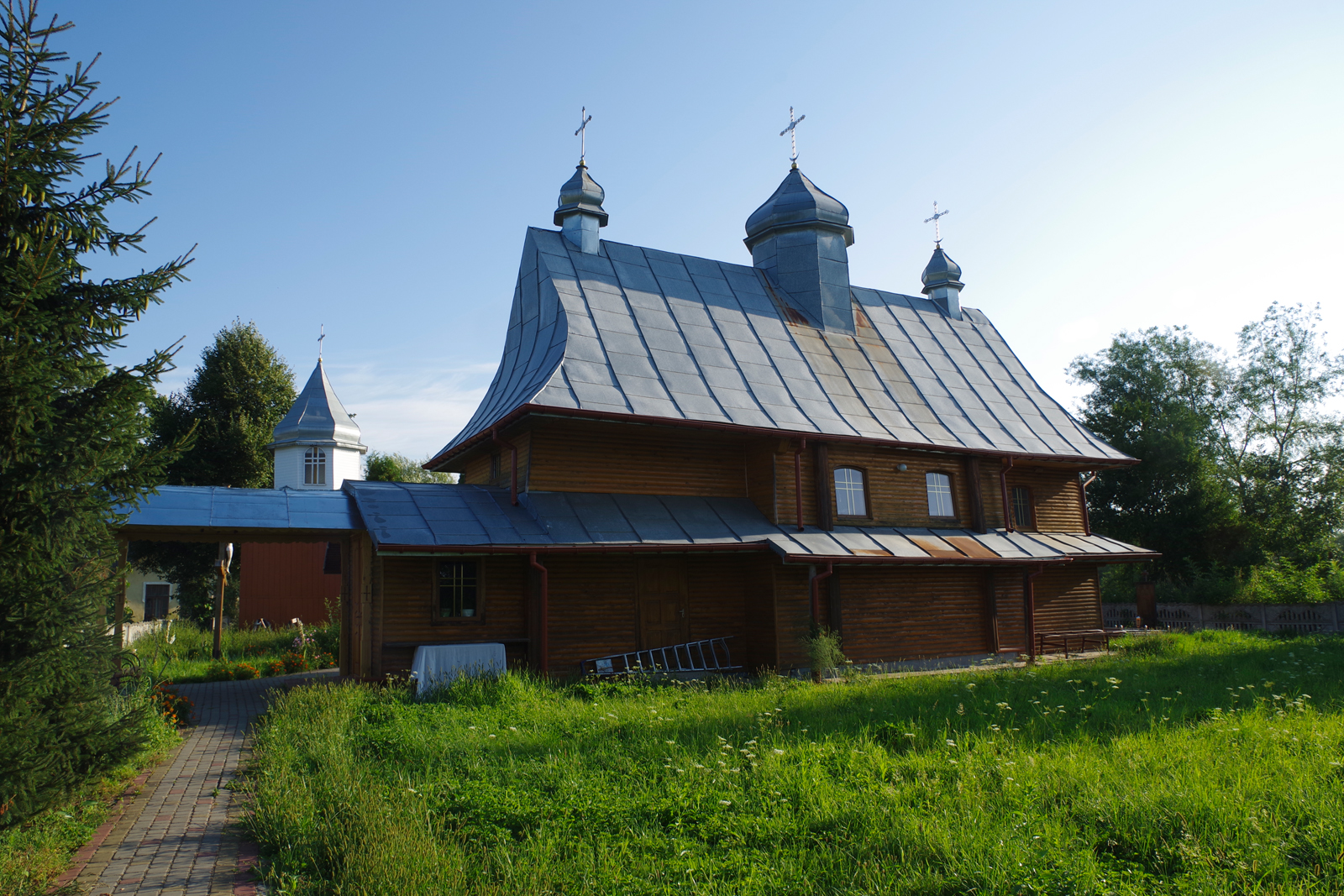
Церква Пресвятої Тройці ПЦУ (1671). Пам'ятка національного значення.
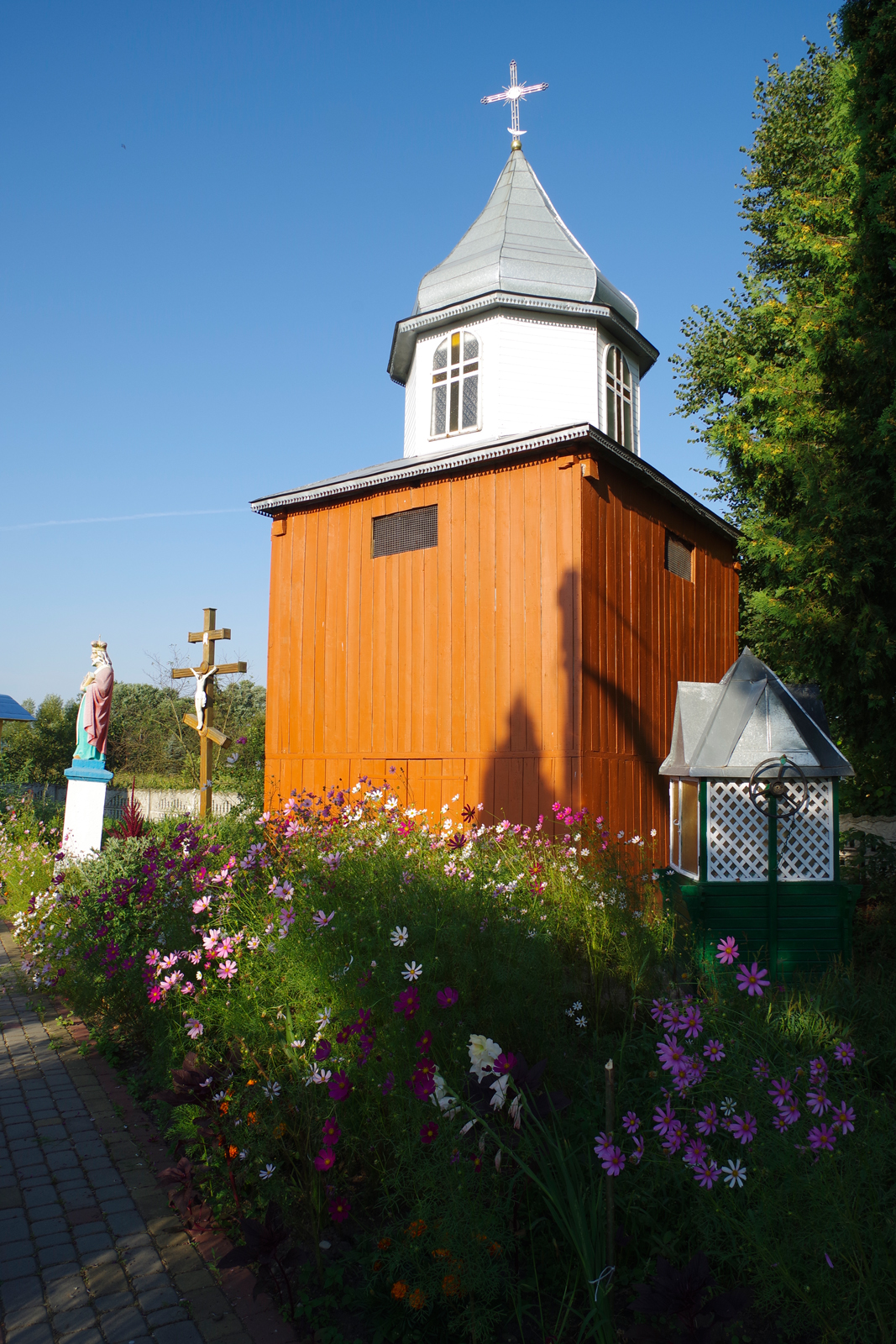
Дзвіниця поруч з храмом. Пам'ятка культурної спадщини.

| Священники, які обслуговували парафію | Священники, які обслуговували парафію |
| Роки                                  | Ім'я                                  |
| ------------------------------------- | ------------------------------------- |
| ? — 1801                              | о. Степан Денекевич                   |
| 1801–1811                             | о. Григорій Гілевич                   |
| 1819–1837                             | о. Василь Яновський (1761–11.04.1844) |
| 1837 — ?                              | о. Лукаш Тмянський                    |

Також в селі є мурована Церква Пресвятої Тройці УГКЦ (2004).

## Пам'ятки
- Символічна могила пам'яті Українськиї січових стрільців (1991);

## Населення
За переписом населення 2001 року, проживали 602 особи, станом на 2016 рік — 423 особи; 2020 — 424 особи, із них — 187 чол. і 237 жін., українці.

## Інфраструктура
В селі розвідано поклади газу.
Працює філія ТзОВ «Барком», яка розводить свійських тварин, Фермерське господарство «Білина–Агро», ПП Агрофірма «Галичина».